# Berkaer Straße 51 (Weimar)
Das Wohnhaus Berkaer Straße 51 in Weimar ist denkmalgeschützt.
Das 1926/27 entstandene eingeschossige Wohnhaus wurde im Heimatschutzstil von Johannes Otto Berger entworfen für den pensionierten Pfarrer Otto Bernhard Hering (Oberroßla). 
Vom Straßenraum betont zurückgesetzt, bestimmt das über der Traufe abgeknickte Walmdach mit dem großen Zwerchhaus an der Westseite, wo sich auch der Eingang befindet, das äußere Erscheinungsbild. Die Zugehörigkeit zum Heimatschutzstil unterstreichen zudem die Fensterläden. Im Erdgeschoss befindet sich zudem ein dreiviertelkreisrunder Erker an der Südostseite, der bis zu den Fensterbänken mit Klinkern verkleidet ist. Das Grundstück wird straßenseitig durch eine Steinmauer mit Pfeilern und Metallgitterzaun begrenzt.